# Dzwony (czasopismo)
Dzwony (ukr. Дзвони) – ukraińskie czasopismo literacko-naukowe, wydawane we Lwowie (1930–1939), finansowane przez metropolitę Andrzeja Szeptyckiego. 

## Skład redakcyjny
Redaktor naczelny: Petro-Markijan Isajiw
Skład kolegium redakcyjnego pod przewodnictwem Josyfa Slipego:
- Mykoła Konrad
- Hawryło Kostelnyk
- Mykoła Czubatyj.

Najważniejsze działy: 
- poezja,
- artykuły naukowe i publicystyczne
- kronika
- recenzje
- nowości wydawnicze.

Zamieszczone utwory pisarzy takich jak:
- Natałena Korolewa
- Ułas Samczuk
- Jurij Łypa
- O. Peczenih (Oksana Laturynśka)
- Ulana Krawczenko
- Bohdan Ihor Antonycz
- Serhij Szeluchyn

Autorami artykułów zamieszczanych w tym czasopiśmie to byli na przykład:
- M. Hnatyszak
- W. Lew
- Wasyl Paczowśkyj
- Teofil Kostruba
- K. Czechowycz
- I. Huzar
- T. Żewuśkyj.

## Koncepcja
Koncepcja literacko-estetyczna: idea jedności chrześcijańskiego światopoglądu i jego realizacji artystycznej jako organicznej części twórczej świadomości artysty, pojednania estetyki i etyki. Kategorie estetyczne piękna, komizmu, tragizmu rozpatrywane są przez pryzmat filozofii chrześcijańskiej (uznanie Boga jako najwyższego piękna; komizm nie może przeradzać się w wyśmiewanie się; rozgraniczenie moralności smutku i niemoralności rozpaczy). 
Zadaniem czasopisma było ukazanie nieskończoności boskich wcieleń poprzez poezję, sztukę, publicystykę, naukę, walki przeciwko wrogim dla ukraińskich duchowych i materialnych wartości ideom i ideologiom, rozwój intelektualny Ukraińców w Galicji.
Artykuły miały przeważnie charakter historyczno-literacki – badanie dawnej literatury ukraińskiej, stylistycznych osobliwości w twórczości poszczególnych pisarzy ukraińskich, w szczególności Taras Szewczenko, analiza literatury zagranicznej. Wiele artykułów poświęconych było teorii literatury: związkom między literaturą a społeczeństwem, psychologicznym podstawom twórczości poetyckiej, metodologii literaturoznawstwa, charakterystyce rozwoju literatury współczesnej. Miejsce szczególne w publikacjach literaturoznawczych posiadało pytanie o definicję pojęć „literatura katolicka” i „krytyka katolicka”, określenie ich podstawowych funkcji. 
Najważniejsze miejsce zajmowała jednak idea państwowotwórcza, jaka opierała się na poglądach ukraińskiego uczonego i działacza społecznego, monarchisty W. Łypynśkiego.
Redakcja często polemizowała z autorami innych galicyjskich wydań, podkreślając wagę chrześcijańskiego światopoglądu w politycznej koncepcji W. Łypynśkiego. 
Wydawana była Biblioteka Dzwoniw, w ramach której ukazały się m.in. trylogia U. Samczuka Wołyń, powieści N. Korolewy Bez korinnia, 1313, Predok, zbiór poezji B. I. Antonycza Księga Lwa, dziennik J. Slipego z podróży do Ziemi Świętej i Anglii, prace naukowe ukraińskich i zagranicznych uczonych (w ukraińskim tłumaczeniu).